# Иллюминирование
Иллюминирование, иллюминация (от лат. illumino — освещаю, делаю ярким, украшаю) — процесс выполнения цветных миниатюр (иллюминаций) и орнаментации в средневековых рукописных книгах.
Рукописи украшались рисунками с глубокой древности: известны иллюминированные папирусные свитки египетской «Книги мёртвых» и древнегреческие папирусы с рисунками II века до н. э. В IV—XV веках красочными рисунками иллюстрировали византийские и западноевропейские кодексы. Иллюминации включали в себя миниатюрные изображения, орнаменты, маргиналии, заставки, инициалы, виньетки. Художников, работавших в этом жанре, называют миниатюристами или иллюминаторами. Ими могли быть как мужчины, так и женщины (одна из них, немецкая монахиня Гуда, известна тем, что украсила рукопись автопортретом, одним из первых в европейской живописи).
У каждого мастера были свои секреты изготовления краски и клея, заимствованные из рецептов византийских и восточных мастеров. Прежде чем накладывать краски на пергамент, их смешивали с яичным белком. Синюю краску получали из индиго, из цветков василька, а также из лазурита; красную — из плюща, но особенно ценились киноварь и свинцовый сурик, который получали при нагревании свинцовых белил. Зелёную краску получали из малахитовой зелени, жёлтую — из отвара корней и стеблей шафрана, коричневую — из отвара ольхи либо луковичной шелухи. Кроме того, использовались искусственные краски: «золотая» изготавливалась из порошка меди и цинка, «серебряная» — из смеси олова и цинка. «Золотые» участки миниатюр полировали до блеска зубом кабана.
Во второй половине XV века искусство иллюминирования постепенно вытеснилось ксилографией, а термин «иллюминация» перенесли на другой вид искусства: так стали называть фейерверки.